# Börsterminal
Börsterminal är ett vedertaget begrepp för den mjukvara som används av en aktie- eller optionsmäklare som handlar på börsen. Namnet kommer från den tid när särskilda terminaler i ett avgränsat nätverk eller ännu tidigare mekaniska maskiner användes för aktiehandel. Idag avses enbart mjukvaran som normalt körs på en vanlig PC.